# Temple d'Atena (Súnion)
 imatge
El Temple d'Atena de Súnion fou un antic temple grec dedicat a Atena Súnia en el demos de Súnion (actual cap de Súnion), a l'Àtica, Grècia. Era al nord del més famós Temple de Posidó.

## Història
Va ser construït en l'època clàssica al voltant del 470-450 abans de la nostra era, al costat d'un temple anterior en el mateix santuari, edificat cap al 600-550 ae. Part de les estructures del temple es traslladaren a l'Àgora d'Atenes durant el regnat d'August en el segle i, i s'usaren per a construir-hi un nou temple. Sembla que era el Temple del sud-est de l'Àgora, que també podria estar dedicat a Atena.

## Descripció
El Temple d'Atena era d'estil jònic i estava fet de marbre gris blavós autòcton. Era arquitectònicament diferent dels temples grecs normals. Contenia un naos, i una columnata en forma de L, un afegit posterior, que la flanquejava per l'est i el sud. El naos s'obria a l'est i feia uns 16,4 × 11,6 m. A l'interior, quatre columnes sostenien la teulada. A l'extrem occidental hi havia un pedestal amb una imatge de culte d'Atena. La columnata oriental del temple feia uns 14,6 × 2,9 m i tenia 10 columnes. La columnata sud feia uns 19,2 × 3,2 m i tenia 12 columnes.
El temple estava envoltat per un tèmenos d'uns 350 m² i una muralla, construïda a l'entorn del 600-500 ae, és a dir, anterior al tèmenos de Posidó de Súnion. També s'han trobat les ruïnes d'un Temple d'Atena més antic i petit al nord-est del temple. La grandària del naos n'era d'uns 6,8 × 5 m.
Les parts més ben conservades del Temple d'Atena es troben al Museu de l'Àgora d'Atenes i al Museu Arqueològic Nacional d'Atenes.